# Misandri
Misandri er en betegnelse for had eller meget stærke fordomme mod mænd (dvs. det mandlige køn).
I ideologien masculinism anses Misandri for at være en politisk ideologi, på samme måde som racisme eller antisemitisme, som retfærdiggør og opretholder undertrykkelse af mænd.

## Etymologi
Ordet Misandri kan spores tilbage til 1871, da det blev brugt i magasinet The Spectator. Det optrådte i Merriam-Webster's Collegiate Dictionary (11th ed.) i 1952. Misandri kommer fra græsk misos (μῖσος, "had") og anēr, andros (ἀνήρ, gen. ἀνδρός; "mand").